# Kia Berglund
Rachel Ann Catrine (Kia) Berglund, född 27 juli 1962 i Västerås, är en svensk regissör och dramatiker, konstnärlig ledare på Teater Giljotin i Stockholm.

## Biografi
Berglund grundade Teater Giljotin 1989 tillsammans med kompositören Rikard Borggård. Hon introducerade 1997 dramatikern Jon Fosse för den svenska publiken med pjäsen Barnet. Teater Giljotin blev därmed den första teatern utanför Norges gränser som satte upp en Fosse-pjäs.
Kia Berglund har förutom för Giljotin även regisserat för Göteborgs Stadsteater, Dramaten, Norrbottensteatern och Uppsala Stadsteater. Bland hennes uppsättningar finns Modet att döda av Lars Norén (2006), Jag heter Isbjörg, jag är ett lejon av Vigdís Grímsdóttir (2003), Den perfekte mannen av Inger Edelfeldt (2003), Vem är rädd för Virginia Woolf? av Edward Albee (2008) och Lång dags färd mot natt av Eugene O'Neill (2009).
2007 debuterade Kia Berglund som dramatiker med pjäsen Älskade som spelades av Reuben Sallmander och Sara Sommerfeld. 2011 var hon åter aktuell som dramatiker och regissör med den experimentella tvådygnsföreställningen Bli en dåre! på Teater Giljotin.

## Teater

### Regi
| År   | Produktion                                    | Upphovsmän                                         | Teater                                    |
| ---- | --------------------------------------------- | -------------------------------------------------- | ----------------------------------------- |
| 2003 | Den perfekte mannen                           | Inger Edelfeldt                                    | Teater Giljotin                           |
| 2006 | Modet att döda                                | Lars Norén                                         | Teater Giljotin                           |
| 2007 | Älskade                                       | Kia Berglund                                       | Teater Giljotin                           |
| 2014 | I lodjurets timma                             | Per Olov Enquist                                   | Teater Giljotin                           |
| 2016 | Bildmakarna                                   | Per Olov Enquist                                   | Västerbottensteatern/ Riksteatern         |
| 2017 | Någon kommer att komma Nokon kjem til å komme | Jon Fosse                                          | Teater Giljotin                           |
| 2019 | Backstage                                     | Emerson Berglund, Inger Edelfeldt och Kia Berglund | Kulturhuset Stadsteatern/ Teater Giljotin |